# Juan Ramón Castro
Juan Ramón Castro (Honduras; 31 de agosto de 1965), apodado El Montuca, es un exfutbolista hondureño. Jugaba como defensa y se retiró en .

## Trayectoria
Hizo la mayor parte de su carrera en su país, siendo parte de los equipos Real España, Marathón, Vida, Victoria, Honduras Salzburg y Real Patepluma. También jugó en otros países como parte de Águilas de El Salvador, Universidad de San Carlos (Guatemala) y Sporting Cristal de Perú.
En 1994 fue campeón con Sporting Cristal convirtiéndose así en el tercer futbolista hondureño en ser campeón fuera de su país.
Luego de su retiro, se dedicó a la dirección técnica llegando a ocupar el banquillo del Real España.

## Selección Hondureña
Estuvo en la Selección de fútbol de Honduras. Tanto en la mayor como en la sub-23 con la que participó en los XII Juegos Panamericanos disputados en 1995 en la ciudad de Mar del Plata, Argentina, con la que llegó a disputar la semifinal de dicha competición cayendo ante la selección anfitriona. Luego, en 1993 y en 1995 formó parte de la selección catracha que ganó las Copas UNCAF.
En total tuvo 31 apariciones con su selección entre 1991 y 1996 anotando 2 goles.

## Clubes

### Como futbolista
| Club                       | País     | Año              |
| -------------------------- | -------- | ---------------- |
| Real Club Deportivo España | Honduras | 1986/1987 - 1993 |
| Sporting Cristal           | Perú     | 1994             |

### Como entrenador
| Club                       | País     | Año  |
| -------------------------- | -------- | ---- |
| Real Club Deportivo España | Honduras |      |
| Villanueva Fútbol Club     | Honduras | 2013 |

## Palmarés

### Títulos nacionales
| Título                     | Club             | País     | Temporada |
| -------------------------- | ---------------- | -------- | --------- |
| Liga Nacional              | Real España      | Honduras | 1988-89   |
| Liga Nacional              | Real España      | Honduras | 1990-91   |
| Campeonato Descentralizado | Sporting Cristal | Perú     | 1994      |

### Copas internacionales
| Título     | Selección | País Sede   | Año  |
| ---------- | --------- | ----------- | ---- |
| Copa UNCAF | Honduras  | Honduras    | 1993 |
| Copa UNCAF | Honduras  | El Salvador | 1995 |